# Estação El Capricho
El Capricho é uma estação da Linha 5 do Metro de Madrid . A estação atende o Parque de El Capricho que empresta o seu nome a estação.

## História
A estação entrou em operação em 24 de novembro de 2006.